# Indirekte Reziprozität
Indirekte Reziprozität ist in der Sozialpsychologie ein Konzept, welches erklären soll, wie die Evolution von altruistischem Verhalten gegenüber einem nichtverwandten Individuum durch natürliche Selektion zustande kommen kann, wenn dieses Verhalten durch das begünstigte Individuum nicht erwidert wird.
Demnach zahlt sich tugendhaftes Verhalten aus, wenn man seinen Ruf verbessert, wodurch dann kooperatives Verhalten bei anderen hervorgerufen wird. Indirekte Reziprozität wurde auf eine einfache Formel gebracht: „Ich helfe Dir und jemand anderes hilft mir.“ (M. Nowak, K. Sigmund, 2005)

## Beschreibung
Indirekte Reziprozität ist im Tierreich seltener als reziproker Altruismus, aber beim Menschen häufig. Der Biologe Geoffrey Miller weist darauf hin, dass der Nutznießer häufig arm ist und den Geber nur in seltenen Fällen kennt. Der Geber ist meist nicht an der Effizienz des Ressourcentransfers interessiert, sondern daran, ob ein anderes Tier ihn beobachtet. Der Altruist kann so einen höheren sozialen Status erreichen. Die Mathematiker Karl Sigmund und Martin A. Nowak haben dies demonstriert. Laut Miller ist das Spenden von Zeit und/oder Geld eher eine Zurschaustellung des eigenen Reichtums als eine Handlung, die zu einem späteren Zeitpunkt direkt erwidert werden soll. Derartiger Altruismus sei wie Geltungskonsum ein Signal an dritte. Dieses Signal impliziere nicht nur den eigenen Reichtum, sondern auch die eigene Großzügigkeit. Die Reputation, ein guter Mensch zu sein, könnte die Kosten der altruistischen Handlung aufwiegen. Insbesondere könnten diese Reputation Nutzen bei der Partnerwahl bringen. Die Sexuelle Selektion könnte ein auffälliges Zurschaustellen von Altruismus fördern, ob durch Wohltätigkeit oder Heldentaten. Durch derartige Handlungen wird der Frau signalisiert, dass der Mann sowohl über Ressourcen verfügt als auch spendabel ist.